# Mr. Crowley
„Mr. Crowley“ е песен на британския хевиметъл вокалист Ози Озбърн за английския окултист Алистър Кроули. За първи път е издадена в дебютния самостоятелен албум на Озбърн „Blizzard of Ozz“ през септември 1980 г. в Обединеното кралство, а след това версия на живо на песента е издадена като сингъл през ноември 1980 г. Песента е написана от Озбърн, китаристът Ранди Роудс и бас китарист и текстописец Боб Дейсли.
Песента започва със соло на клавиатурата на Дон Еъри. Първото китарно соло на Ранди Роудс става едно от най-известните в хевиметъла. То е класирано на 28-о място в списъка на най-добрите сола на китара от читателите на Guitar World.
Песента е класирана на 23-та най-велика хевиметъл песен на всички времена, според анкета за предпочитанията на читателите, проведена от Гибсън.

## Общ преглед
„Mr. Crowley“ е един от двата сингъла, издадени от албума „Blizzard of Ozz“, като „Crazy Train“ е първият. Песента е вдъхновена от книга за Алистър Кроули, която Озбърн е прочел, и тесте карти таро, които са намерени в студиото, когато започва записването на албума. Кроули е английски окултист и церемониален магьосник, който е основал религията на телемитите в началото на 20 век. Озбърн неправилно произнася името Краули, а не правилното Кроули.

## В популярната култура
Официалното ръководство за видеоиграта „Fallout 3“ използва текста на песента в своето описание на „You Gotta Shoot 'em in the Head“. Играта също така включва герой на дух на име „Мистър Кроули“.
Тази песен е включена и в играта „Brütal Legend“.
Песента е включена в Guitar Hero World Tour, заедно с „Crazy Train“ и аватар в играта на самия Ози, който се отключва като персонаж за игра след завършване на двете песни в кариерата на вокалиста, и е предоставена за изтегляне на 31 май 2011 г. за игра в платформата за музикални игри Rock Band 3 както в Basic ритъм, така и в режим PRO.
На видеоклипа на „Ozzy Osbourne Hellraiser“ (30th Anniversary Edition – официален анимационен видеоклип) легендата „Mr. Crowley“ се появява, написана отстрани на микробуса.

## Участници
- Ози Озбърн – вокал
- Ранди Роудс – китара
- Боб Дейсли – бас
- Дон Еъри – клавир
- Лий Кърслейк – барабани